# Mongolia ai Giochi della XIX Olimpiade
La Mongolia partecipò alle Giochi della XIX Olimpiade|XIX Olimpiadi, svoltesi a Città del Messico dal 12 al 27 ottobre 1968, con una delegazione di 16 atleti impegnati in quattro discipline: atletica leggera, ginnastica, lotta e tiro, per un totale di 26 competizioni. Portabandiera fu il lottatore Khorloogiin Bayanmönkh, alla sua seconda Olimpiade. La squadra mongola, alla seconda partecipazione ai Giochi estivi, conquistò una medaglia d'argento e tre di bronzo, tutte nella lotta libera.

## Medaglie
| Medaglia | Atleta                    | Sport        | Evento       |
| -------- | ------------------------- | ------------ | ------------ |
| Argento  | Munkbat Jigjid            | Lotta libera | Pesi medi    |
| Bronzo   | Sereeter Danzandarjaa     | Lotta libera | Pesi mosca   |
| Bronzo   | Danzandarjaagiin Sereeter | Lotta libera | Pesi leggeri |
| Bronzo   | Dagvasuren Purev          | Lotta libera | Pesi welter  |